# Museum Piece
Museum Piece is de tweede aflevering van het eerste seizoen van de Britse sitcom Dad's Army. Het werd opgenomen op 22 april 1968 en voor het eerst uitgezonden op 7 augustus 1968.

## Verhaal
Mainwaring is bang dat de nazi's elk moment kunnen aanvallen en besluit wapens te vorderen uit het lokale Peabody Museum of Historic Army Weapons. Er staat ze maar één ding in de weg: de koppige curator George Jones, Lance Corporal Jones' vader.

## Rolbezetting

### Hoofdrollen
- Arthur Lowe als Captain Mainwaring
- John Le Mesurier als Sergeant Wilson
- Clive Dunn als Lance Corporal Jones
- John Laurie als Private Frazer
- James Beck als Private Walker
- Arnold Ridley als Private Godfrey
- Ian Lavender als Private Pike
- Janet Davies als Mrs Pike

### Gastrollen
- Caroline Dowdeswell als Janet King
- Leon Cortez als Henry (de melkboer)
- Eric Woodburn als George Jones (de curator)
- Michael Osborne als Boy Scout